# Hentze (Panzerhandschuh)

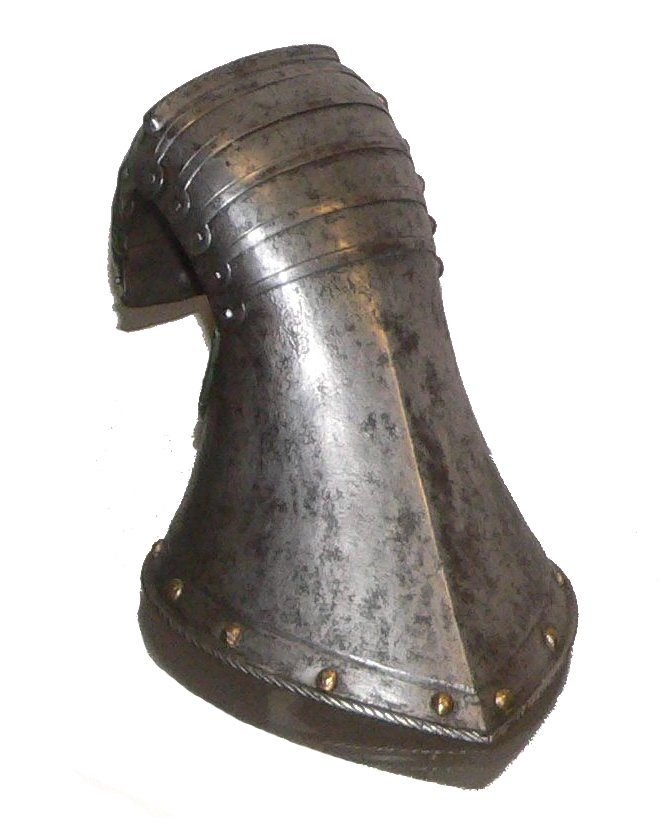
Hentze aus dem 16. Jahrhundert

Als Hentze, franz.mitons, engl.Gauntlet, auch Eisenhandschuhe, wird ein mittelalterlicher Panzerhandschuh bezeichnet.

## Beschreibung
Die Hentze schützt die Oberseite der Finger und des Daumens mit Platten. Das Handgelenk sowie der Unterarmansatz wird mit einer Stulpe geschützt. Die typische Hentze besitzt einen zusammenhängenden Plattenschutz für die vier Finger (geschobene Henze) und einen gesonderten für den Daumen. Sie sieht also in etwa aus wie das obere Teil eines Fausthandschuhs. Es gab jedoch auch gefingerte Hentzen. Die Hentze wurde sowohl für den Kampf als auch für das Turnier verwendet. Es gibt seltene Versionen, die speziell nach den Wünschen der Träger gefertigt wurden. Zum Beispiel konnten deren Fingerplatten mit einem Arretierstift kurz über der Handgelenkplatte festgestellt werden. Dadurch blieb die Hentze in geschlossenem Zustand verriegelt und das Schwert konnte während des Kampfes nicht aus der Hand gleiten. Eine andere Form besaß am Daumen eine Austreibung, die so viel Raum bot, dass der Siegelring des Trägers, während er die Rüstung trug, am Finger verbleiben konnte (der Siegelring wurde zu dieser Zeit oft am Daumen statt am Ringfinger getragen).